# Mixtur
Mixtur är en blandning av två eller flera läkemedel i en lösning.